# To molsmalere
|  | Denne artikel er oprettet af botten Steenthbot ud fra en ekstern database. Den kan derfor have sproglige fejl eller mangler. Denne skabelon kan fjernes efter kontrol af indholdet. |

To molsmalere er en dansk dokumentarfilm fra 1958 instrueret af Kristian Begtorp.

## Handling
En farvefilm om landskabsmaleren Charles Godtfredsen (1866-1941) og malerinden Asta Ring Schultz (1895-1978), som begge er inspireret af det bakkede landskab på Mols. Vi følger et billedes tilbliven fra et udsigtspunkt i Mols Bjerge.